# Chapelle Saint-Marcel de Sisteron
La chapelle Saint-Marcel est une chapelle située à Sisteron, en France.

## Localisation
La chapelle est située sur la commune de Sisteron, dans le département français des Alpes-de-Haute-Provence.

## Historique
L'édifice est classé au titre des monuments historiques en 1984.